# Schweizerische Trachtenvereinigung
Die Schweizerische Trachtenvereinigung (STV; französisch Fédération nationale des costumes suisses, italienisch Federazione svizzera dei costumi, rätoromanisch Federaziun svizra da costums) ist der Zentralverband der Trachtenvereine in der Schweiz. Sein Hauptanliegen ist das Weitergeben von volkskulturellen Werten und Traditionen.

## Anfänge

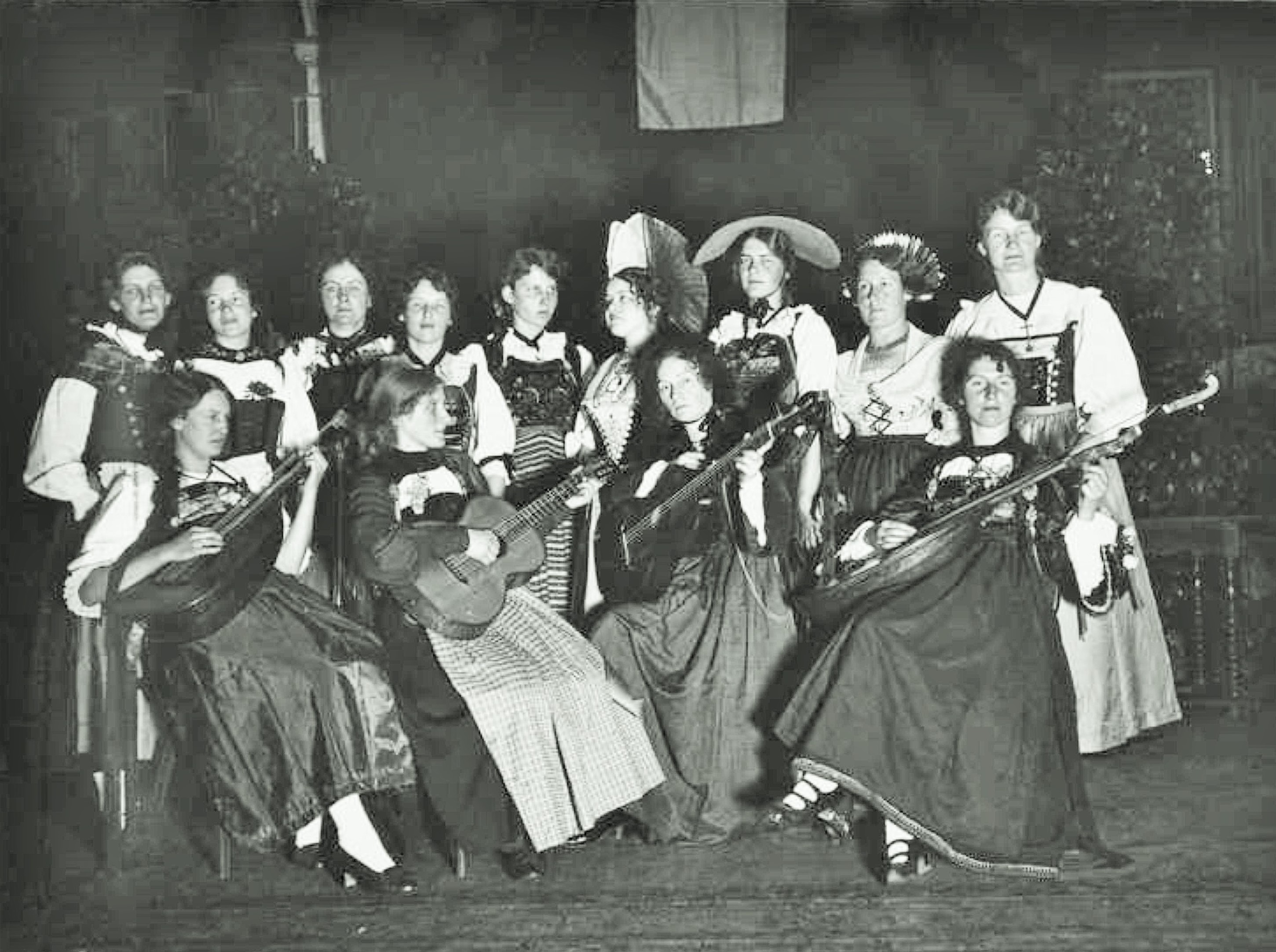
Röseligartenchor Luzern

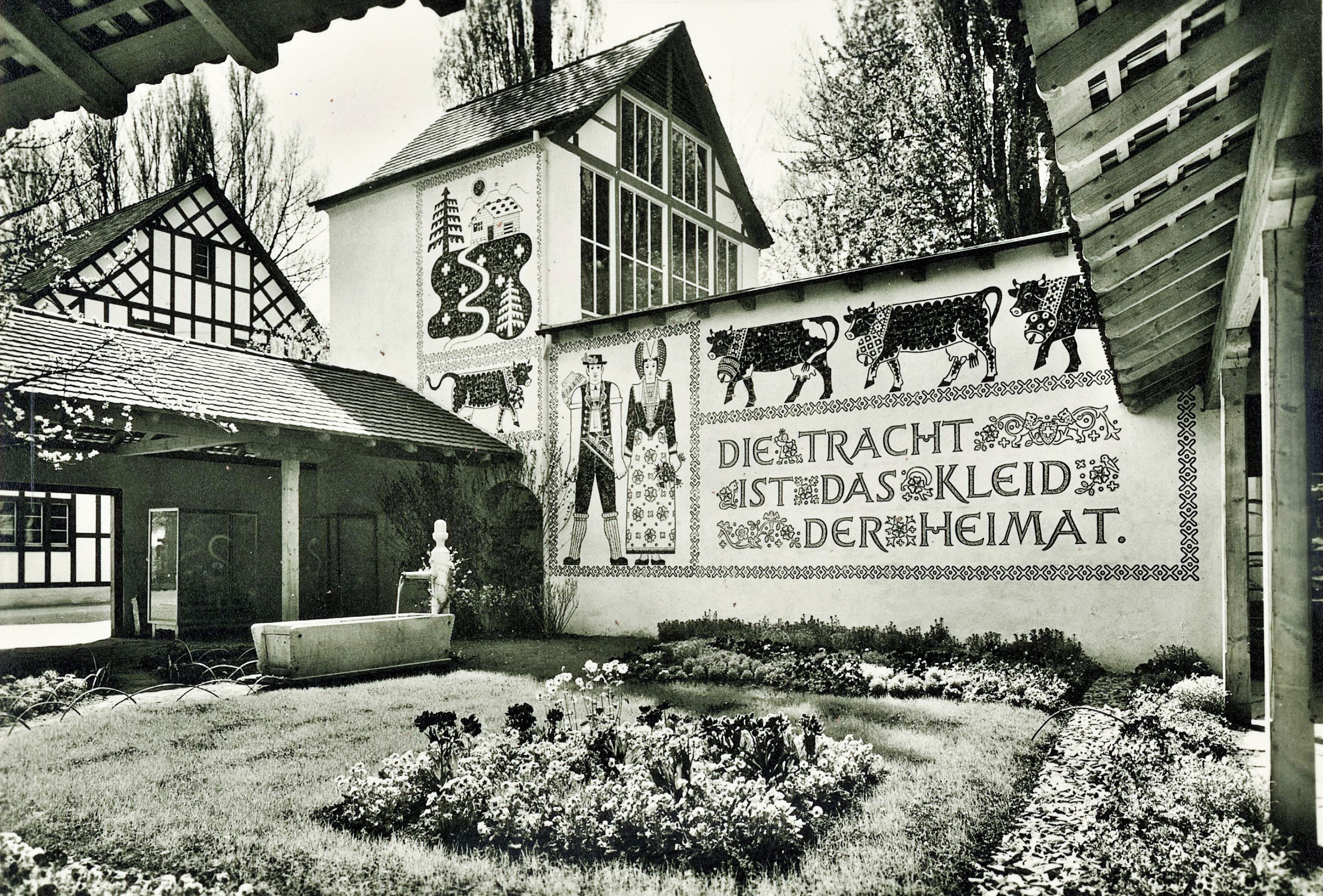
Trachtenhof im «Landidörfli»

Die überlieferten Trachten wurden 1896 durch das Trachtenfest des Lesezirkels Hottingen und die Kostümumzüge zur Eröffnung des Landesmuseums Zürich von 1898 und zur Calvenfeier von 1899 durch die breite Öffentlichkeit wahrgenommen. Der 1905 gegründete Schweizer Heimatschutz begann sich in den 1920er Jahren mit der Trachten- und Volksliederfrage zu beschäftigen. Trachtensujets tauchten am Unspunnenumzug von 1905 und am Trachtenumzug der Badenfahrt von 1923 auf. Zentren der jungen Trachtenbewegung waren Luzern (Röseligartenchor 1917–1926), Baden (erste Trachtenzentrale) und Olten (Sitzungsort Rathskeller).
Am 5. Juni 1926 wurde die Trachtenvereinigung in Luzern als Nachfolgerin der vom Schweizer Heimatschutz gebildeten Trachten- und Volksliedkommission gegründet. Als erster Präsident wurde Hans Vonlaufen-Rössiger aus Luzern und als Vize Präsidentin (1927 bis 1931) wurde Mary Widmer-Curtat (1860–1947) gewählt. Sie hatte 1916 mit der Association pour le Costume Vaudois den ersten Schweizer Trachtenverein gegründet.
1931 wurde Ernst Laur, Geschäftsführer und Direktor des Schweizer Bauernverbandes und des Schweizer Heimatschutzes, neuer Präsident. Der Bauernverband half die Trachtenidee bei der Landbevölkerung zu verbreiten. Die Trachtenvereinigung wandelte sich von einer städtisch-liberalen in eine mehr ländlich-konservativ geprägte, breite Bewegung und erreichte mit dem Trachtenfest an der Landi 1939 einen ersten, identitätsstiftenden Höhepunkt.

## Heute
Die Trachtenvereinigung besteht aus 623 Ortsgruppen, die in 26 Kantonalvereinigungen gegliedert sind.
Dem Zentralvorstand unterstehen fünf Fachkommissionen für den Volkstanz, das Trachten- und Materialwesen, die Kinder- und Jugendarbeit sowie die Herausgabe der vierteljährlichen Verbandszeitschrift «Tracht und Brauch».
Der 6. Juni, der Gründungstag der STV, wurde im 75. Jubiläumsjahr zum «Tag der Tracht» erklärt. Seit 2001 führt der STV ein Schweizerisches Trachtenchortreffen durch, das auch der Förderung der Nachwuchssänger dient.
Die STV ist Mitglied zweier weltweit tätiger Volkskultur-Organisationen, die UNESCO-Status unter dem Titel des Weltkulturerbes haben.

### Eidgenössisches Trachtenfest 2010
Im Abstand von rund zwölf Jahren führt die STV ein landesweites Trachtentreffen als Eidgenössisches Fest durch. Am Eidgenössischen Trachtenfest 2010 (4. bis 6. Juni 2010) trafen sich rund 8000 Trachtenleute auf Einladung der Kantonal Schwyzerischen Trachtenvereinigung in Schwyz. Das Fest zählte 70'000 Besucher. Der grosse Abstand zwischen den Eidgenössischen Trachtenfesten erklärt sich aus dem Umstand, dass die Trachten- und Alphirtenfeste in Interlaken (Unspunnenfest) für die Schweizerische Trachtenvereinigung einen vergleichbaren Stellenwert wie die Eidg. Trachtenfeste haben. Die Unspunnenfeste finden ebenfalls alle zwölf Jahre statt (das Unspunnenfest 2005 musste nach der Unwetterkatastrophe im Berner Oberland kurzfristig um ein Jahr verschoben werden) – das letzte vom 1. bis 3. September 2017.

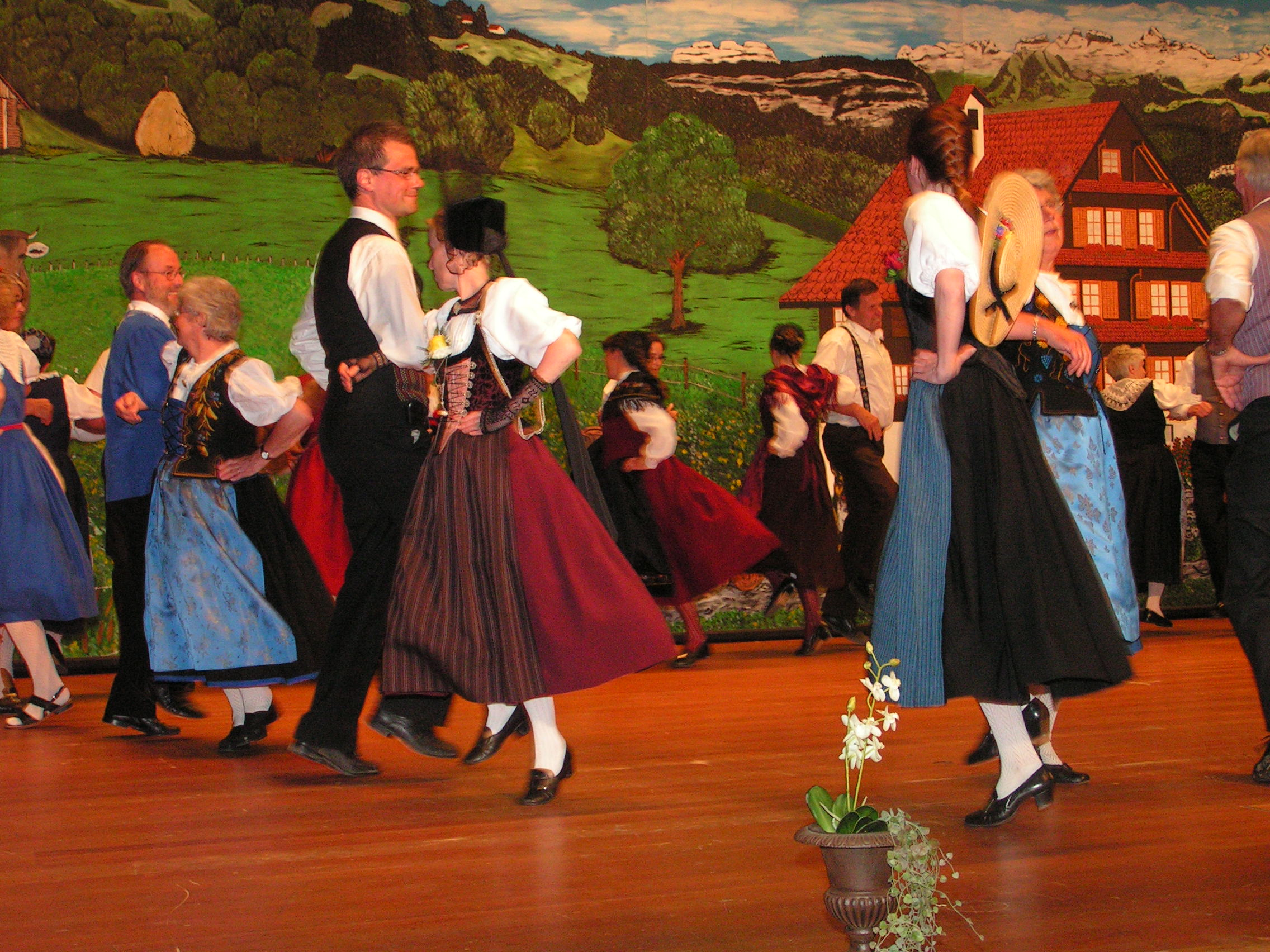
Volkstanzabend am Eidgenössischen Trachtenfest

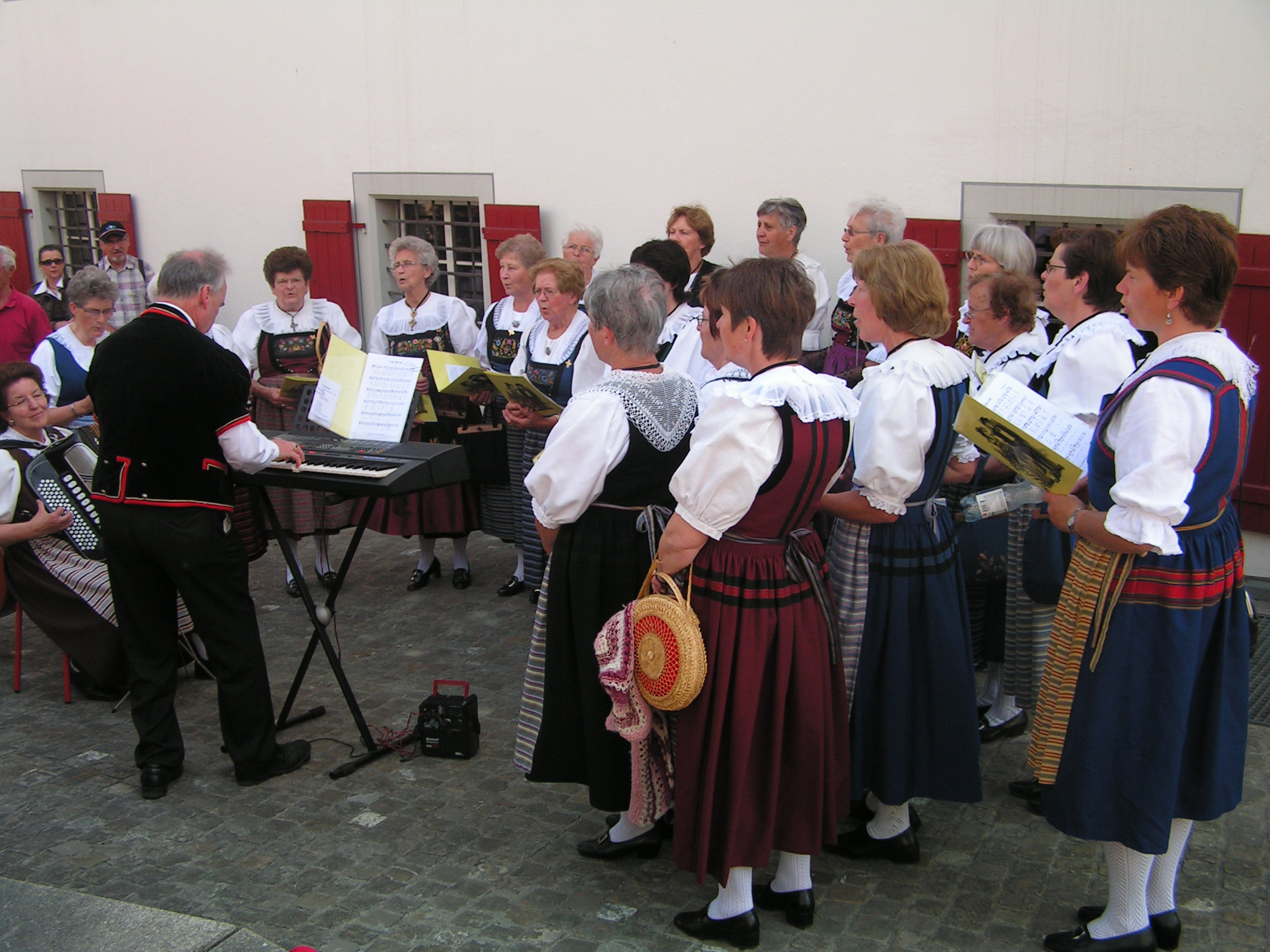
Jodelchor am Eidgenössischen Trachtenfest 2010

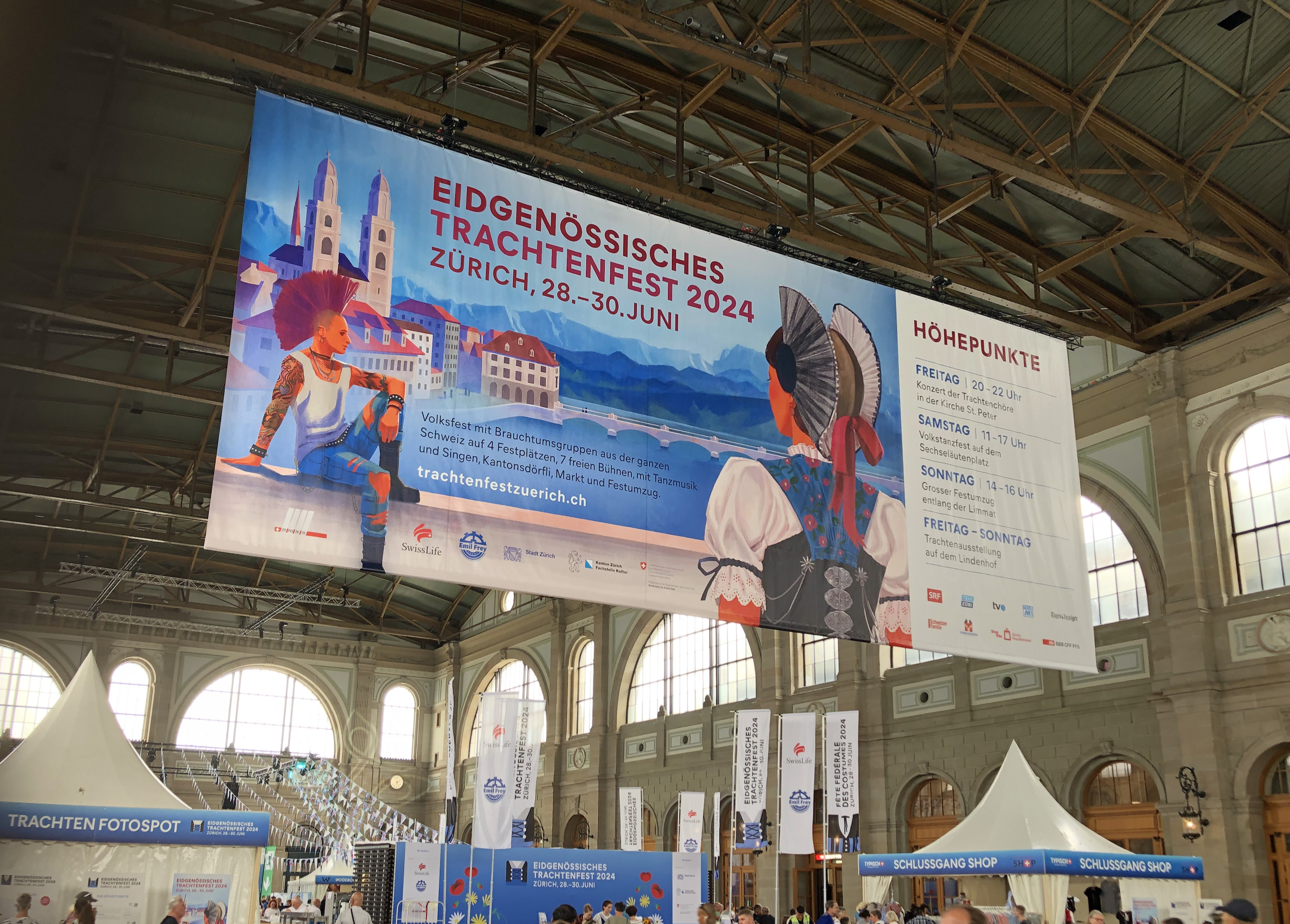
Eidgenössisches Trachtenfest 2024 in Zürich

## Eidgenössische Trachtenfeste
| Jahr | Austragungsort                                |
| ---- | --------------------------------------------- |
| 1931 | Genf                                          |
| 1934 | Montreux                                      |
| 1939 | Zürich, Schweizerische Landesausstellung 1939 |
| 1951 | Luzern                                        |
| 1955 | Interlaken, Unspunnenfest                     |
| 1961 | Basel                                         |
| 1964 | Lausanne, Landesausstellung Expo 64           |
| 1968 | Interlaken, Unspunnenfest                     |
| 1974 | Zürich                                        |
| 1978 | Luzern                                        |
| 1981 | Interlaken, Unspunnenfest                     |
| 1986 | Genf                                          |
| 1993 | Interlaken, Unspunnenfest                     |
| 1998 | Bern                                          |
| 2006 | Interlaken, Unspunnenfest                     |
| 2010 | Schwyz                                        |
| 2017 | Interlaken, Unspunnenfest                     |
| 2024 | Zürich                                        |

## Schweizerisches Trachtenchortreffen
| Jahr | Austragungsort |  |
| ---- | -------------- |  |
| 2001 | Lenzburg       |  |
| 2006 | Pruntrut       |  |
| 2011 | Lyss           |  |
| 2016 | Lugano         |  |

Das nächste Trachtenchortreffen findet anlässlich des 100-Jahr-Jubiläums der Schweizerischen Trachtenvereinigung vom 5.–7. Juni 2026 in Sursee statt.